# Mikroskopska velikost
Mikroskopska velikost ( μικρός, mikrós, "majhen" in σκοπέω, skopéō "gledati") je velikost teles in dogodkov, ki so premajhni, da bi jih lahko opazovali s prostim očesom, saj za jasno opazovanje potrebujejo leče ali mikroskop. V fiziki je mikroskopska velikost včasih označena kot velikost med makroskopsko in kvantno velikostjo. Mikroskopske merske enote se uporabljajo za opis zelo majhnih teles. Ena najbolj znanih mikroskopskih enot za dolžino je mikrometer (imenovan tudi mikron) (simbol: μm), kar je ena milijoninka metra.

## Biologija
Z dogovorom mikroskopska velikost zajema tudi osebke iz razredov, ki so večinoma premajhni, da bi jih videli s prostim očesom, a nekatere večje primerke lahko vidimo. Takšne skupine vključujejo tudi Cladocera (vodne bolhe), planktonske zelene alge, od katerih se Volvox lahko vidi, in praživali, od katerih se stentor enostavno vidi brez optične pomoči.
Submikroskopska velikost po navadi vključuje še telesa, ki so premajhna za opazovanje z optičnim mikroskopom.

## Termodinamika
V termodinamiki in statistični mehaniki je mikroskopska velikost takšna, pri kateri natančnega stanja termodinamičnega sistema ne moremo izmeriti neposredno - takšna podrobna stanja se imenujejo mikrostanja. Namesto tega izmerimo termodinamične spremenljivke le na makroskopski velikosti, t.i. makrostanja.